# Tamara Bíkova
Tamara Bíkova   (Azov, 21 de desembre de 1958) és una atleta soviètica retirada que competia en salt d'alçada.
Va guanyar el Campionat del Món d'atletisme de 1983 i va obtenir el bronze als Jocs Olímpics de 1988 i va ostentar el record del món de l'especialitat l'any 1984. També va guanyar la medalla de plata al Campionat d'Europa d'atletisme de 1982, el Campionat del Món d'atletisme en pista coberta de 1989 i el de 1991 així com a la Copa Continental d'atletisme de 1981, 1985 i 1989.
El 1990 va donar positiu per efedrina en un control anti-dopatge i se li va prohibir participar en competicions durant tres mesos.